# Bob herceg (film, 1941)
A Bob herceg Huszka Jenő operettjéből 1941-ben készült fekete-fehér magyar játékfilm.

## Cselekmény
A történet Luxoniában játszódik 1684-ben. A nagyhercegi udvarban a herceg születésnapi és koronázási ünnepségének előkészületein dolgoznak. Ezalatt Igor herceg, trónörökös, álnéven Bob úrfiként beleszeret Annie-ba, egy polgárlányba. Annie, Violin Péter Pál mézeskalácsos leánya, aki mivel a boltjában csak kerek szappant árusít, teljesen eladósodott. Hitelezője, Levendula Kajetán, a borbély, aki hajlandó Violin adósságát elengedni, ha feleségül veheti Annie-t. Bob úrfi elhatározza, hogy mindenáron megakadályozza az esküvőt.

## Szereplők
- Szilassy László – Bob herceg (Gregorius Valentin Igor Mária Alfonz Sebestyén Ixus, Luxonia hercege)
- Kovács Kató – Annie
- Simor Erzsi – Xénia Viktória hercegnő (Bellania titkosügynöke, az igazi hercegnő helyére lép, akit Luxoniába tartó útján megöltek)
- Bilicsi Tivadar – Ceremóniamester
- Rajnai Gábor – Pomponius magister
- Greguss Zoltán – Félix gárdakapitány
- Makláry Zoltán – Levendula Kajetán borbély
- Vízvári Mariska – Nagyhercegnő
- Danis Jenő – Violin Péter Pál, a mézeskalácsos, aki a boltjában csak kerek szappant árul, ezért eladósodik, Annie apja
- Berczy Géza – kapuőr
- id. Szabó Gyula – miniszter
- Falussy István – miniszter
- Turáni C. Endre – ifjú polgár
- Kabók Győző – kerekszappan-főző mester
- Kelemen Lajos – bellamiai titkosügynök
- Misoga László – Bonifác
- Ujvári Lajos – harangozó